# Вулиця Федьковича (Львів)
Ву́лиця Фе́дьковича — вулиця у Франківському районі міста Львова. Сполучає вулиці Бандери та Смаль-Стоцького. Утворює перехрестя з вулицями Пастернака, Смаль-Стоцького та Поліщука. Прилучаються вулиці Тобілевича, Алли Горської, Сар'яна та площа Берестейської унії.

## Історія та назва
Вулиця утворилася ще до 1859 року і була частиною вулиці Цвинтарної (нині — вулиця Шептицьких), через те, що вела до Городоцького цвинтаря. 1875 року припинилися регулярні поховання на цвинтарі і 1880 року він був остаточно закритий, а колишню вулицю Цвинтарну 1885 року перейменовано на вулицю Шептицьких, на честь одного з найстаріших боярських родів Галицької Землі — роду Шептицьких. Від 1919 року — вулиця Кентшинського, названа так, на честь польського історика, багатолітнього директора наукового закладу імені Оссолінських у Львові Войцеха Кентшинського. 1940 року стала частиною вулиці Кірова (нині вулиця Шептицьких). На часі німецької окупації, у серпні 1941 року повернена передвоєнна назва, а від 1943 року мала назву Тодтґассе. По війні, у липні 1944 року повернена передвоєнна назва — вулиця Кентшинського.
Сучасна назва від 1946 року, на честь українського письменника та громадського діяча Юрія Федьковича.
Наприкінці 1950-х років частину вулиці Федьковича між вулицями Пастернака і Смаль-Стоцького було ліквідовано та включено до території створеного у 1946 році львівського заводу телеграфної апаратури. Також більша частина території закладу фундації Білінських увійшла до території того заводу. Частина вулиці Федьковича, що залишилася за перехрестям з вулицею Смаль-Стоцького 1979 року перейменували на вулицю Корнійчука, але зі збереженням старої нумерації будинків. 1991 року вулицю Корнійчука перейменовано на вулицю Валер'яна Поліщука, а у 2000-х роках відновлено ліквідовану у 1950-х роках частину вулиці Федьковича.

## Забудова
В архітектурному ансамблі вулиці Федьковича переважають стилі — віденська сецесія, класицизм, польський конструктивізм 1930-х років, радянський конструктивізм 1960-х років та промислова забудова. Декілька будинків внесено до Реєстру пам'яток архітектури місцевого значення.
№ 1 (інша адреса — вул. Бандери, 91) — будівля колишньої Міської народної школи імені Шимона Конарського, споруджена у 1892–1893 роках за проєктом архітекторів Броніслава Бауера та Івана Долинського. Через те, що школа мала статус мішаної, то тут було передбачено два окремих виходи — для колишніх хлопчачої та дівчачої секцій. 21 лютого 1926 року в приміщенні школи було відкрито кінотеатр для школярів. Від повоєнних часів — середня школа № 47 із російською мовою навчання, нині тут міститься львівська СЗОШ № 55.
№ 2 (інша адреса — пл. Кропивницького, 6) — двоповерховий житловий будинок, перший поверх якого за Польщі займали ресторан «Пшеднювек» та магазин канцелярського приладдя. У 1950-х роках — їдальня, від 1960-х років й донині в приміщенні колишніх ресторану та їдальні працює «Пиріжкова» (ТзОВ «Леся»), а також в будинку містяться крамниці жіночої білизни та «Подарунки-сувеніри».
№ 3 — двоповерховий житловий будинок, на першому поверсі якого нині міститься ломбард «Чесний відсоток» та гриль-кафе «Гавань».
№ 7 — за Польщі тут була перукарня Вальда, за радянських часів — опорний пункт правопорядку, наприкінці 2000-х років — салон краси «Фабрика краси» та магазин аудіо-відео техніки, нині — магазин «Системи відеоспостереження й охорони» та крамниця солодощів «Бджілка». 
№ 8 — двоповерховий житловий будинок, на першому поверсі якого за Польщі містився склад кухонного начиння, скла та порцеляни Людвика Яжвицького. За радянських часів працював фірмовий магазин № 14 хлібозаводу № 1, нині — продуктова крамниця торговельної мережі «Еколан».
№ 9 — наприкінці 2000-х — початку 2010-х років тут містився офіс ремонтно-будівельної фірми «Галпан», нині — крамниця «АВС Продукти».
№ 10 — триповерховий житловий будинок, на першому поверсі якого за радянських часів містився магазин «Тканини», у першій половині 2000-х років — піцерія. 2005-2018 роках працював аптечний магазин № 3 мережі аптек «Сальве». 16 травня 2018 року у приміщенні колишньої аптеки відкрилося бюро з безкоштовної допомоги українцям у Гданську, що допомагатиме українцям з навчанням, роботою та турподорожами у Поморському воєводстві. Також у цьому будинку від середини 2000-х років працює аптека «Фарма Хелп».
№ 11 — тут у 1950-х роках містилася перукарня, наприкінці 2000-х років  — аптека та авторизований сервіс-центр ТзОВ «Захід Бош Сервіс», а також одне з приміщень першого поверху займає офіс компанії «Тоаніс» (вироби з дерева), нині тут крамниця товарів для тварин «Зоомаркет».
№ 13 — триповерховий житловий будинок, на першому поверсі якого за радянських часів працював магазин «Лаки-фарби», нині тут «Єврочистка» (ТзОВ «Хімпобутсервіс»), магазин будівельних матеріалів «Торгбудматеріали» та львівське спеціалізоване управління «Монтажхімзахист» № 248. 
№ 15 — тут за радянських часів був магазин взуття, а нині — майстерня з ремонту взуття та дільничний пункт поліції № 4 Франківського ВП ГУНП України у Львівській області.
№ 17 — триповерховий житловий будинок, на першому поверсі якого за Польщі працювала цукерня Мазура, у 1950-х роках — ремонт взуття та бляхарська майстерня артілі «Побутобслуговування», у 1960—1980-х роках — приймальний пункт Будинку побуту, магазин промислових товарів та магазин «Тканини», нині — крамниця «Товари для дому», крамниця «Іграшки, канцтовари» та ломбардне відділення № 11 компанії «УМКВ і Компанія». 
№ 19 — тут наприкінці 1940-х років містився заготівельний пункт підприємства «Союзутиль». Нині тут містяться «Дім насіння», майстерня з ремонту мобільних телефонів та магазин чоловічої і жіночої білизни «Травень». 
№ 21 (інша адреса — пл. Берестейської унії, 1) — наріжний триповерховий житловий будинок. За Польщі тут було ательє дамських капелюхів Реннера та магазин тканин «Ніка», за радянських часів — магазини господарських товарів та посуду, нині — крамниця господарських товарів «Все для дому» та аптека «Рецептика».
№ 23 (інша адреса — пл. Берестейської унії, 10) — наріжний триповерховий житловий будинок, перший поверх якого за польських часів займали магазин кухонного посуду Зільбер та фотоательє Бляуштайна, на часі німецької окупації — ресторан Найди і Мигаля, від часів СРСР міститься магазин «Сільгосппродукти». Нині тут міститься відділення «Приватбанку».
№ 24 — будинок споруджено у 1909 році за проєктом Маврикія Зильберштайна. У міжвоєнний період тут містився магазин кухонного посуду Манна та перукарня Кляйна, за радянських часів — магазин «Продукти», а нині тут кафе-бар «Галявина», продуктові магазини «Софія» та «Липневий». Будинок внесений до реєстру пам'яток архітектури місцевого значення під охоронним № 2215-м.
№ 26 — будинок споруджено у 1909 році за проєктом Маврикія Зильберштайна. У міжвоєнний період тут працювала годинникарська майстерня Лібермана й ресторан Біґеляйзера, від 1950-х років — ремонт взуття, від 1960-х років  — магазини «Галантерея» і «Трикотаж», нині тут розташована аптека, приміщення колишніх магазинів стоять пусткою.
№ 30/32 — комплекс з двох будівель спортивного призначення. Триповерхова будівля (№ 32) споруджена 1908 року за проєктом архітектора Юзефа Пйонтковського. Оздоблення фасадів доволі стримане. Їх членують рустовані напівкруглі пілястри. Фасади декоровані дощатим рустом, мають вузькі віконні прорізи та маленькі напівкруглі балкони. За своїми стильовими ознаками будинок належить до раціональної сецесії. Будівля до 1939 року належала фізкультурно-гімнастичному товариству «Сокіл ІІ». З організацією у Львові радянських спортивних товариств у 1940 році, будівля «Сокола II» перейшла до спортивного товариства «Локомотив», яке об’єднувало у своїх лавах залізничників. По закінченню війни товариство повернуло собі будинок і значно розширило свою спортивну базу за рахунок прибудови на початку 1950-х років зі сходу до цієї будівлі нової чотириповерхової будівлі (№ 30), південний та східний фасади якої оздоблені широкими пілястрами, головний вхід акцентований порталом. Тепер ними обома послуговується дорожний фізкультурно-спортивний клуб «Локомотив». Тут працює спеціалізована дитячо-юнацька спортивна школа олімпійського резерву (СДЮШОР) та комплексна дитячо-юнацька школа олімпійського резерву (КДЮШОР). Будинок № 32 внесений до реєстру пам'яток архітектури місцевого значення під охоронним № 2216-м.
№ 34б — підприємство «Фіакр-Львів», одне з найстаріших підприємств на ринку пасажирських перевезень Львова та Львівської області. Компанія заснована в березні 1956 року, як АТП-14606. Підприємство обслуговує десять автобусних маршрутів, вісім з яких міські (№ 13, 17, 22, 24, 34, 39, 41, 43) та два приміських (№ 140, 141). 
№ 50а — будівля управління МВС України на Львівській залізниці. 
№ 51 — будівля, у якому міститься львівське бізнес — відділення № 4 ПАТ «Універсал Банк».
№ 51а — двоповерховий житловий будинок, що нині використовується як офісний центр. Тут містяться офіси компаній: «Парк Наукова», «Корлеа Енерго», «Ксікомп Сервіс» та багатьох інших.
№ 51б — двоповерховий корпус колишнього львівського заводу телеграфної апаратури, у якому до середини 2010-х років містився концертний майданчик «Це-Х». 2015 року будівля розібрана, а на її місці облаштовано автостоянку.
№ 54/56 — Будинок науки і творчості Львівської залізниці, споруджений впродовж 1929—1937 років за проєктом польського архітектора Ромуальда Міллера, як дім Професійної спілки залізничників. Проєкт в стилі конструктивізму реалізувала львівська будівельна фірма «Генрик Заремба і Спілка». Великий зал Дому профспілки залізничників впродовж 1938—1944 років використовували як кінотеатр «Роксі» на 800 глядацьких місць. Власниками кінотеатру були Едвард Бжезінський та Іґнатій і Альфред Нестлі. Від повоєнних часів — палац залізничників. Тут 1972 року заснований музей історії «Львівської залізниці». Відновлена експозиція музею відкрита у 2001 році. 14—15 травня 1999 року в будинку відбулася VI зустріч Президентів країн Центральної Європи. Будинок внесений до реєстру пам'яток архітектури місцевого значення під охоронним № 317-м. У 2021 році в межах програми «100 років модернізму у Львові» Бюро спадщини ознакувало будинок інформаційною табличкою.
№ 58 — офісний центр, що розташований праворуч від головного входу до будинку науки і творчості Львівської залізниці. Тут містяться кол-центр «Аделіна», гуртівня комп'ютерної техніки «ІТ-склад» компанії «Нео-Сервіс» та багато інших.
№ 60а — один з корпусів колишнього львівського заводу телеграфної апаратури, нині тут один з восьми офісних центрів бізнес-сіті «Технопарк». Тут, зокрема, розташовані офіси львівської академії «Старт-ІТ», центр сучасної кінезотерапії та реабілітації «Норімед», компанії SoftServe «Lviv 4» та багато інших. 28 вересня 2015 року, в межах пілотного проекту «Львівський муніципальний прокат велосипедів», фірма «Некстбайк Україна» встановила перший муніципальний велопрокат поблизу Технопарку.

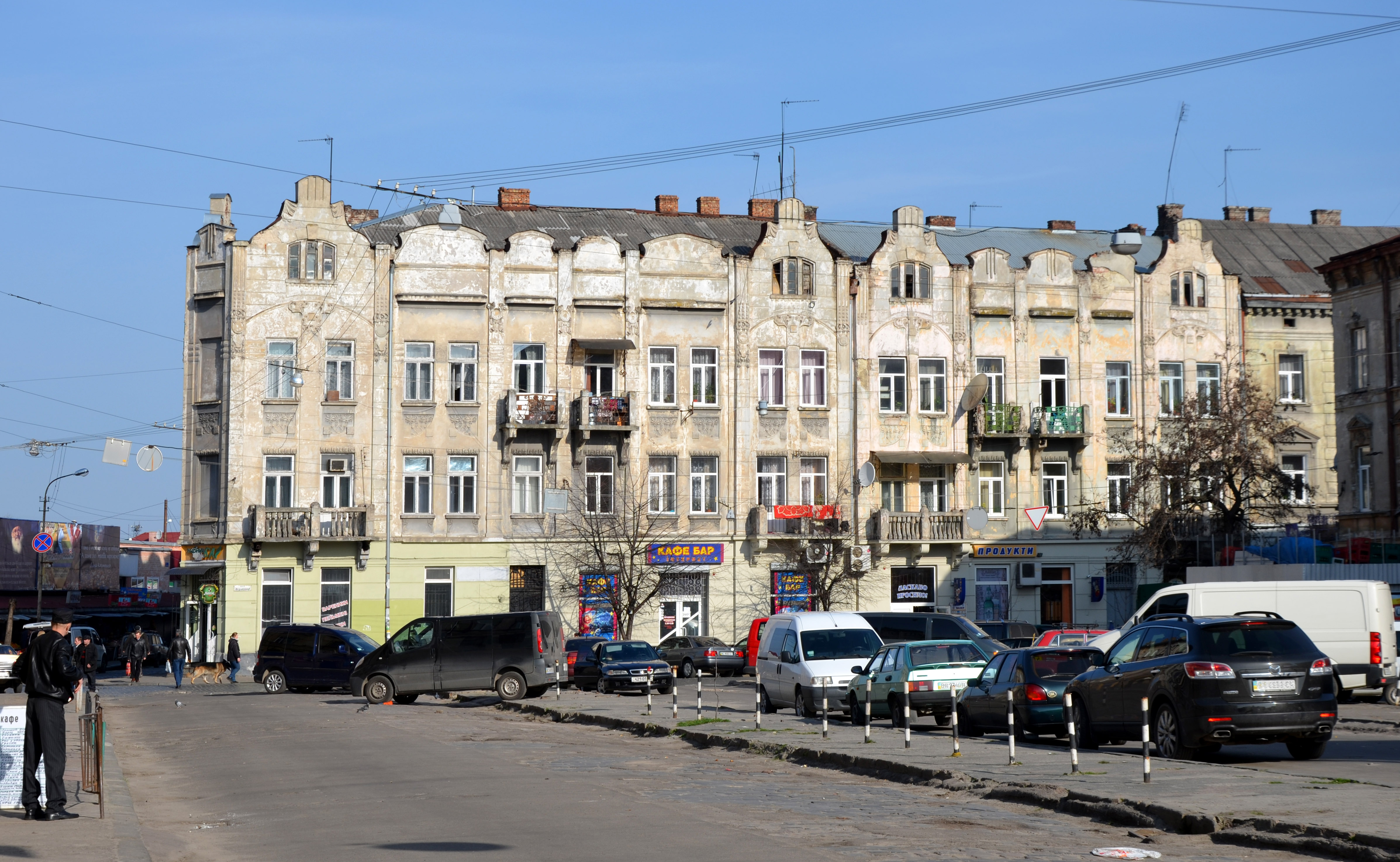
Житлові будинки (вул. Федьковича, 24, 26)

## Пам'ятники
Перед чільним фасадом будинку науки і творчості Львівської залізниці розташований сквер, що виник на фрагменті колишнього Городоцького цвинтаря. Зі скверу по закінченню другої світової війни, безслідно зникла пам'ятна колона на честь коронації Чудотворної ікони Божої Матері, зведена львівськими отцями-домініканцями ще у XVIII столітті. В основі колони був чотиригранний кам'яний постамент, висотою 12 метрів, шириною — 2,52 метри з трьома сходинками. На ньому стояла триярусна піраміда з нішами у формі таблиць, в яких були образи святих: Матері Божої, святого Йосифа, святого Алоїза, святого Луки Євангеліста, святого Якова, святого Вікентія та святого Домініка. Під ними містились родинні герби Потоцьких та Мнішеків. Колону вінчала бляшана позолочена корона, а з неї виблискувала на всі боки шестипроменева золотиста зірка. На колоні був пам'ятний напис, який свідчив, що вона встановлена переважно коштом меценатки, фундаторки декількох костелів, Людвіки з Мнішеків Потоцької, дружини краківського каштеляна та гетьмана коронного Юзефа Потоцького. Ще один напис на мармуровій таблиці свідчив про те, що у 1837 року її відновив львівський міщанин Станіслав Бернацький. При відновленні колони допущено ряд брутальних помилок. Зокрема, на фронтальному боці колони було написано, що коронація Матері Божої відбулася у 1753 році, а з протилежного зазначено, що колону встановлено у 1750 році. 1945 році у сквері на місці пам'ятної колони з'явився пам'ятник «батькові народів» — Йосипу Сталіну. Демонтований під час хрущовської відлиги у 1961 році. Згодом на тому місці встановлено пам'ятник В. І. Леніну, демонтований у 1990 році.
22 листопада 1925 року у річницю листопадових боїв 1918 року відбулося урочисте відкриття пам'ятного знаку «Хрест оборони Львова», встановленого на фасаді Міської народної школи імені Шимона Конарського (нині — львівська середня загальноосвітня школа I—III ступенів № 55). Такий саме пам'ятний знак був встановлений на фасаді будівлі фізкультурно-гімнастичного товариства «Сокіл ІІ» (нині — дорожний фізкультурно-спортивний клуб «Локомотив»). До наших днів не зберіглися.

## Меморіальні, пам'ятні таблиці
У 1999 році, на фасаді будинку науки і творчості Львівської залізниці, встановлено меморіальну таблицю, яка інформує, що у цій будівлі 14—15 травня 1999 року відбулася VI зустріч Президентів країн Центральної Європи.